# Хардер, Эшли
Э́шли Ха́рдер (англ. Ashley Harder; 29 июля 1986, Марлтон, Нью-Джерси, США) — американская фотомодель.

## Биография
Эшли Хардер родилась 29 июля 1986 года в Марлтоне (штат Нью-Джерси, США). Хардер окончила «Camden Catholic High School» в Черри-Хилл, что в её родном штате, занимаясь большую часть студенческой жизни модельным бизнесом, актёрством и спортом.

## Карьера
Эшли — бывшая королева красоты из Марлтона, Нью-Джерси. Эшли носила титул «Мисс Нью-Джерси США» и должна была бороться за звание «Мисс США» в 2007 году, прежде чем она подала в отставку в связи с её беременностью. Она работает на «WPSG», филиале «CW ТВ» в Филадельфии, как одна из 3 ведущих шоу «The CW Crew» согласно сайту «WPSG».
Хардер выиграла конкурс «Мисс Нью-Джерси США 2007», который состоялся в Парсиппани, Нью-Джерси 15 октября 2006 года.

## Личная жизнь
Эшли состоит в фактическом браке с Греггом Д'Антонио. У пары есть дочь — Ава Мари Д'Антонио (род.29.07.2007).